# Castell de Saint-Ulrich
El castell de Saint-Ulrich és un dels tres castells principals dels Rappolstein i és actualment l'edifici el més ben conservat. Es troba a 530 metres d'altitud enmig d'un bosc molt dens. La torrassa té una secció quadrada.
Fou construït per Reginbold el 1038. En aquesta època estava en conflicte amb el comte d'Eguisheim. El 1084, Enric IV de França va oferir el castell al bisbe de Basilea. Després fou recuperat per l'emperador el 1114. Frederic I del Sacre Imperi Romanogermànic el va tornar de nou al bisbe de Basilea. El castell fou reconstruït en pedra. Després el castell fou donat en feu a Egenolf I d'Urslingen. Al començament del segle xiii es va construir la sala dels cavallers així com una petita torrassa cap al darrere. El castell va ser habitat del segle xi al segle xv pels senyors de Ribeaupierre o Rappolstein.
En la nit del 27 d'octubre de 1281 el rei Rodolf I d'Alemanya va fer nit al castell. El 1287 va entrar en conflicte amb Anselm II el cavaller que va ocupar el castell en perjudici dels seus germans. Rodolf I d'Alemanya va intentar assetjar el castell de resultes de la queixa dels altres membres de la família contra Anselm II que havia acaparat de l'herència paterna fent fora els altres membres de la família. Rodolf es va assabentar entre temps que es preparava un complot per assassinar-lo i va aixecar el setge. Anselm II fou finalment aturat pel seu successor Adolf de Nassau que el va tancar al seu castell d'Achalm a Suàbia el 1293.
Aquest castell no va agafar el nom de Saint-Ulrich fin el 1435 en ocasió de la consagració de la nova capella. Una cèlebre presonera, Cunegunde de Gielsberg (+ 1487) hi va ser tancada a la torrassa. Se li retreia que hagués matat el seu vell marit, el senyor Guillem d'Hungerstein, per recuperar el seu heretatge i continuar portant gran vida. Era el 1487. Va ser condemnada a ser ofegada, però va aconseguir escapar-se'n amb la complicitat del seu guardià. Es va refugiar llavors a Suïssa. El senyor de Ribeaupierre, landvogt d'Alsàcia i senyor feudal d'Hungerstein, la va trobar i la va tancar a la seva torrassa on va morir més de vint anys després.
Al segle xv el castell fou abandonat pels Ribeaupierre que es van instal·lar a Ribeauvillé. Aquest castell fou arruïnat en el transcurs de la Guerra dels Trenta Anys. La família dels Ribeaupierre es va extingir en la seva branca masculina el 1673. Les dues filles de l'últim senyor es van casar, una el comte de Waldeck, l'altre amb el comte palatí de Birkenfeld, que fou coronel del regiment reial d'Alsàcia sota Lluís XIV de França.
L'últim descendent del va ser Maximilià Josep, molt conegut a Estrasburg sota el nom del Gran Max. Refugiat més enllà del Rin des del començament de la Revolució, va ser consagrat rei de Baviera, el 1806 per Napoleó Bonaparte al que va trair el 1813.

## Galeria

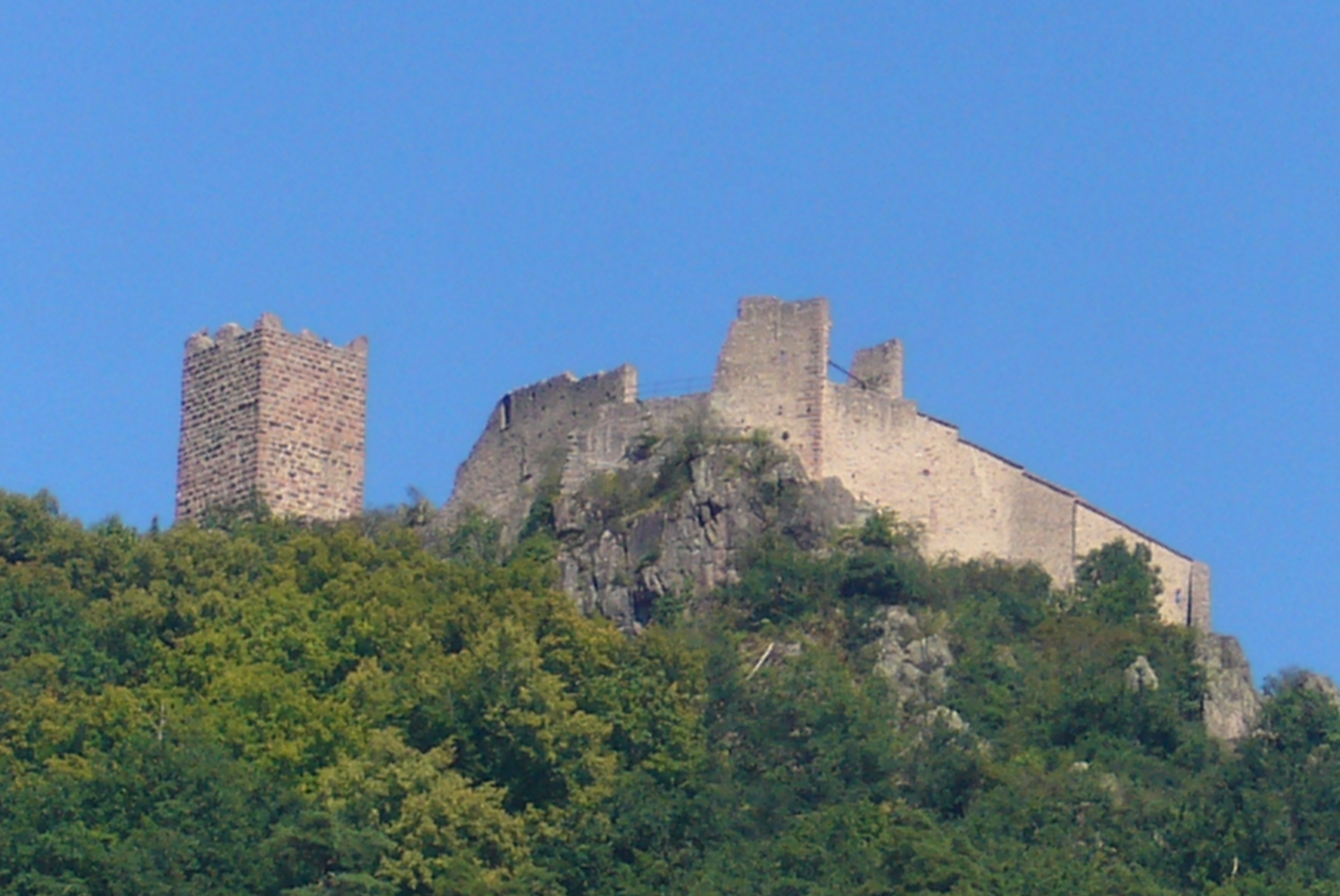
Castell de Saint-Ulrich vist des de la sortida oest de Ribeauvillé
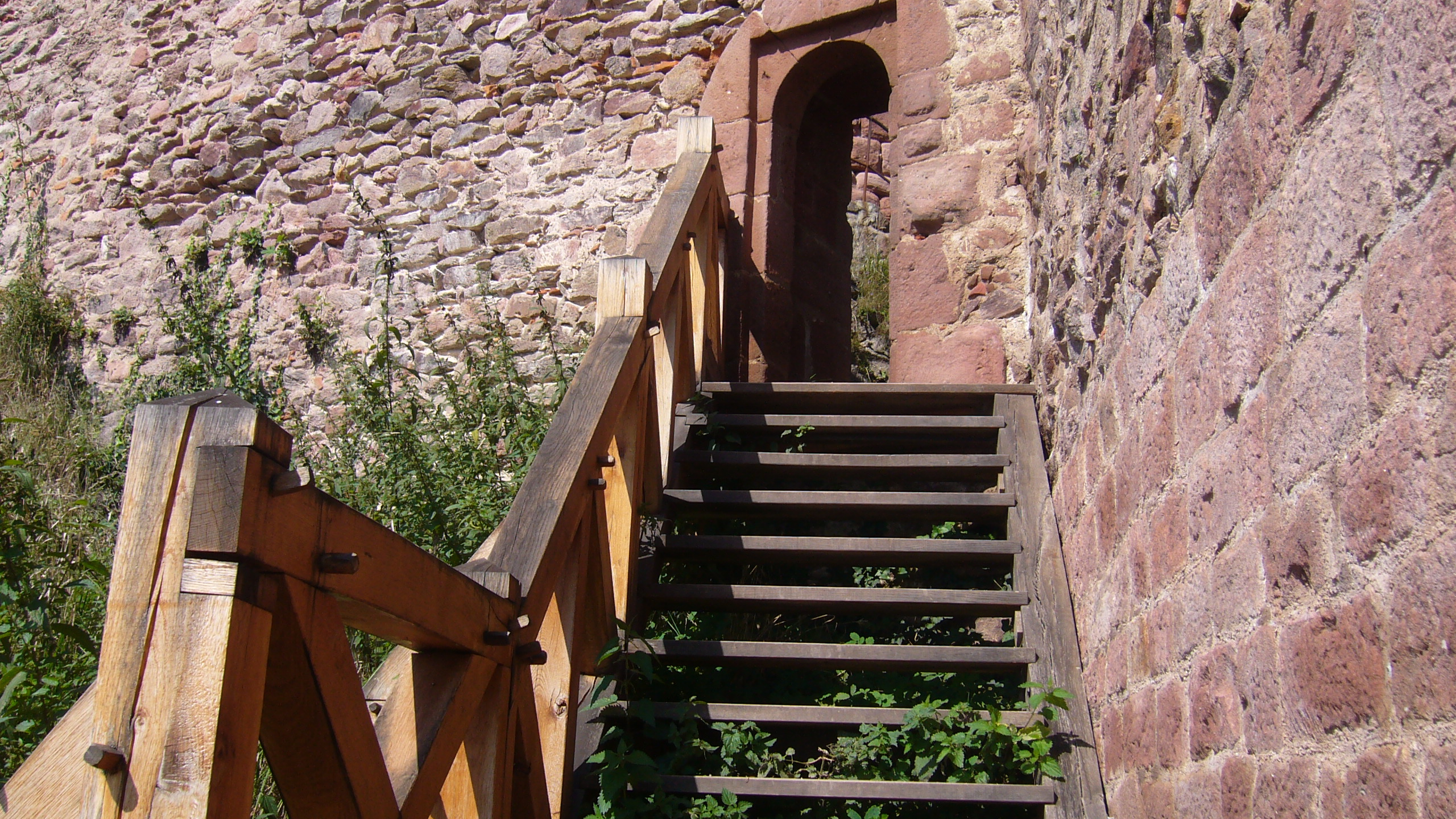
Escala conduint a les parts superiors del castell de Saint-Ulrich
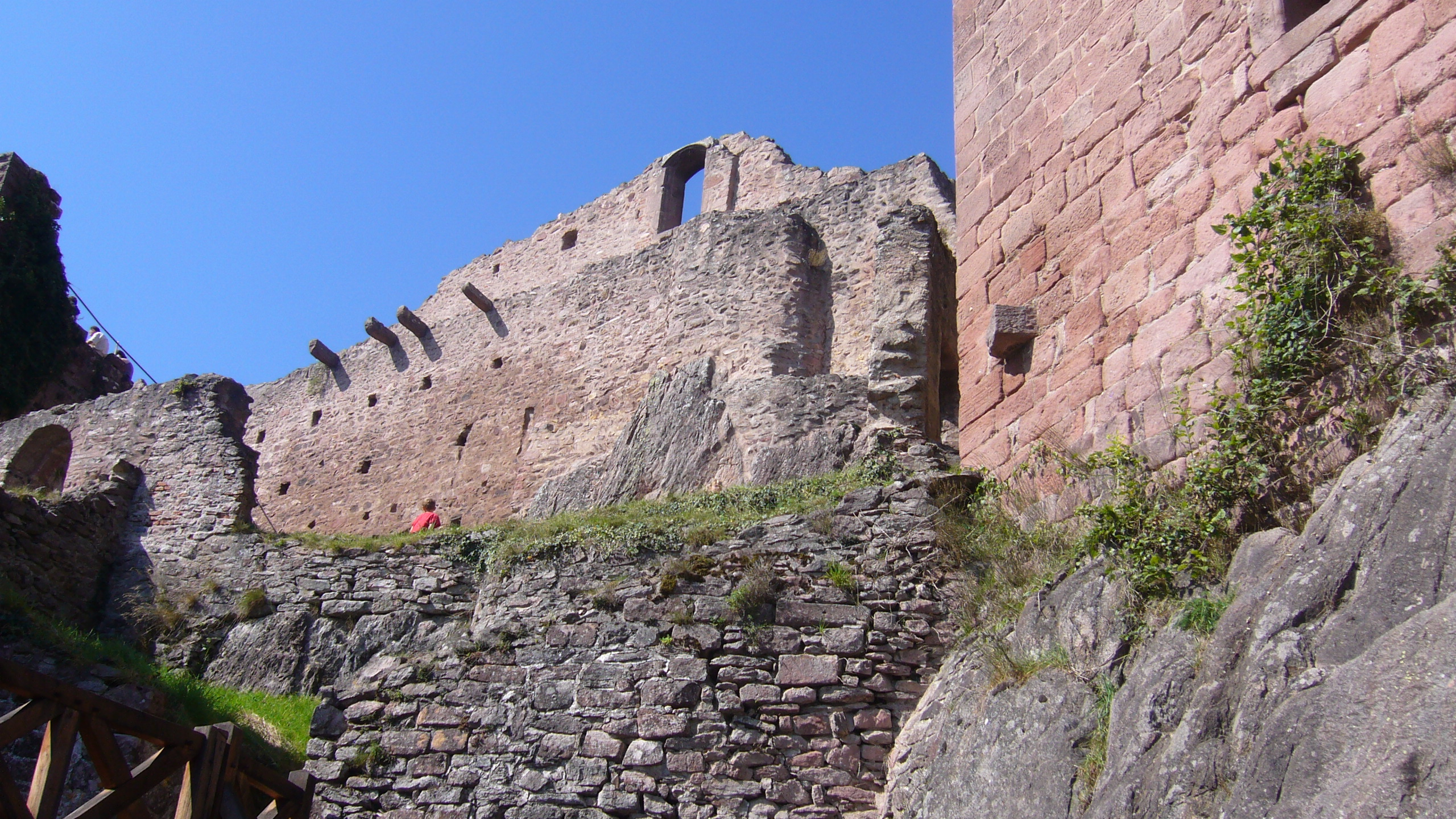
La part inferior del castell de Saint-Ulrich
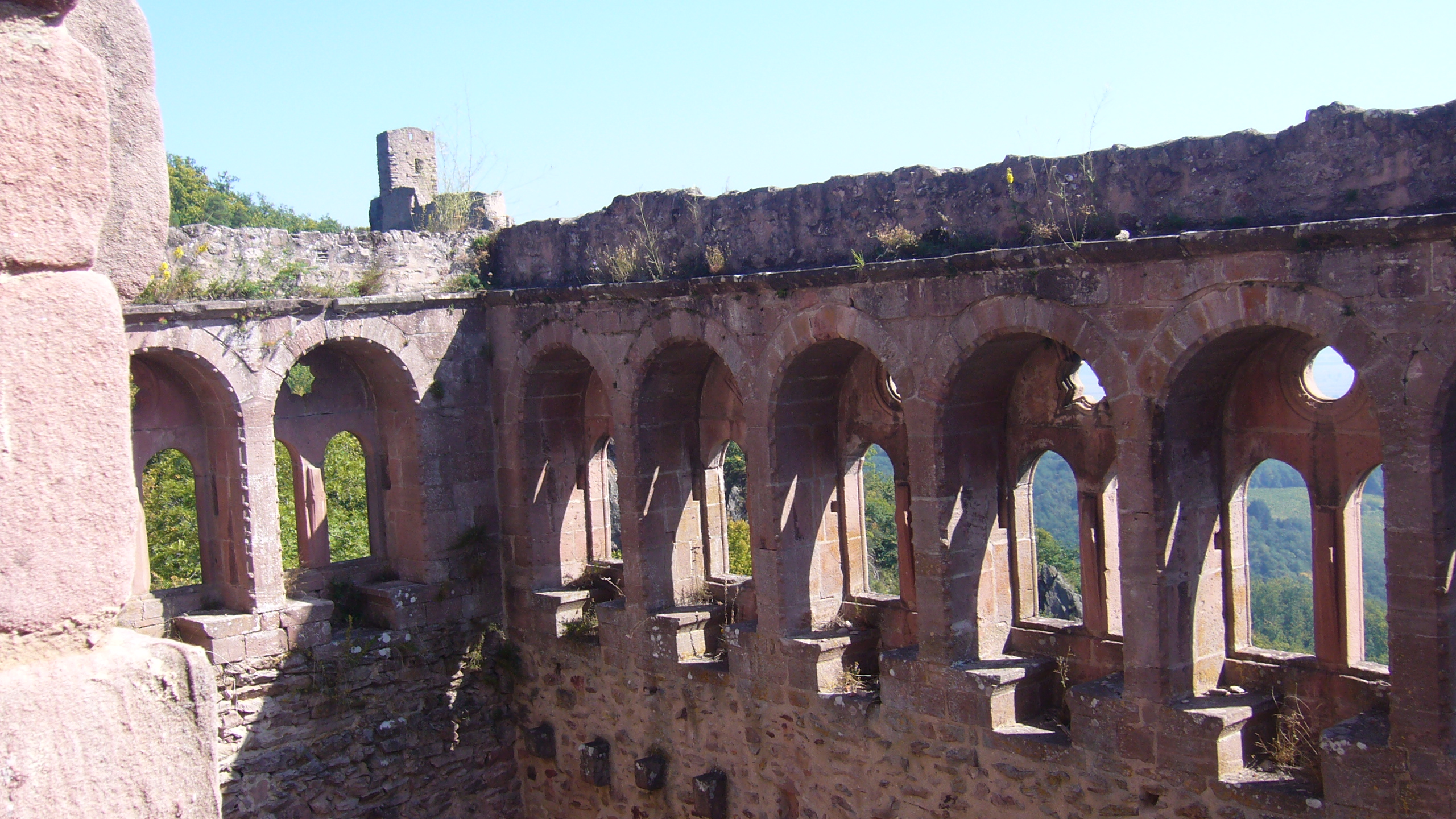
Castell de Saint-Ulrich: sala dels cavallers construïda al segle xiii i decorada amb 9 finestres d'estil romànic
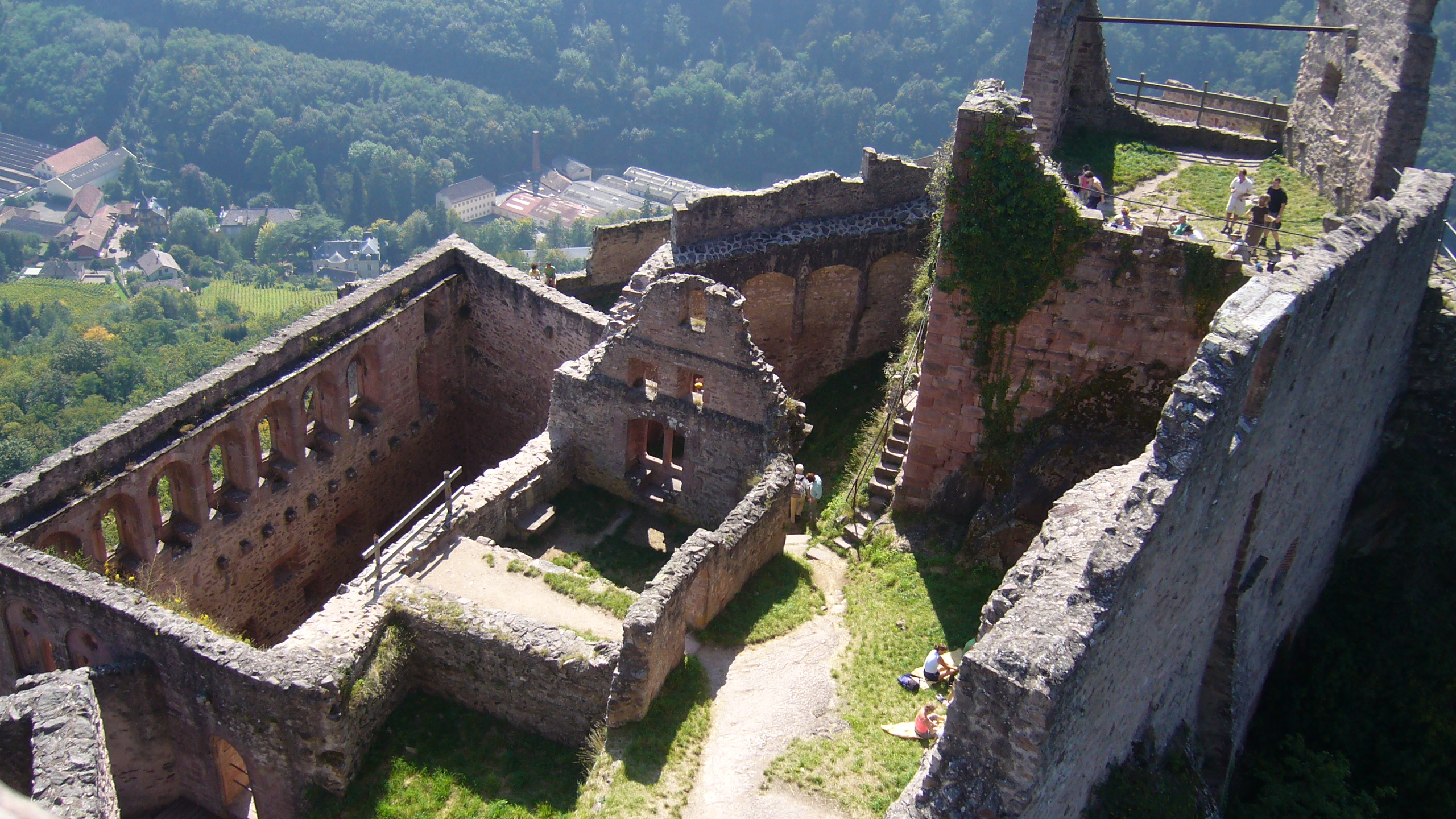
Part inferior del castell